# Hidroelektrana Orlovac
Hidroelektrana Orlovac ili HE Orlovac je visokotlačna derivacijska hidroelektrana, smještena kod sela Rude, pored rijeke Rude. HE Orlovac koristi vodu iz umjetnog jezera Buško blato (preko dnevnog kompenzacijskog bazena Lipa). Hidroelektrana Orlovac predstavlja cjeloviti hidroenergetski sustav čija je osnovna koncepcija rješenja bazirana na izgradnji akumulacijskih bazena i retencije, reguliranih vodotoka i dovodnih kanalskih sustava koji služe za prihvaćanje, izravnanje i transport voda na Livanjsko polje, te njihovo energetsko korištenje na konstruktivnom padu od oko 380 m između Livanjskog i Sinjskog polja.
Hidroelektrana Orlovac je akumulacijski tip hidroelektrane. Ukupna instalirana snaga je 237 MW (3 Francisove turbine x 79 MW). Instalirani protok Qi  je 70 m3/s (3 x 23,3 m3/s). Maksimalna godišnja proizvodnja je 814 GWh (1980.), dok je godišnja proizvodnja 2009. bila 439,3 GWh, a 2010. je iznosila 572 GWh. Srednji energetski ekvivalent je 1,1 m3/kWh.
U razdoblju od 1968. do 1972. izrađeni su svi planirani objekti centralnog područja Livanjskog polja s akumulacijom Buško blato, te svi objekti derivacijskog sustava s čvorom strojarnice u Rudi. Izgrađenim dijelom tj. Prvom fazom HE Orlovac, iskorišteno je oko 80% bilance raspoloživih površinskih voda Livanjskog horizonta. Za potpuno iskorištenje voda Livanjskog polja potrebno je izvesti i Drugi fazu sustavu, a što obuhvaća retenciju Čaprazlije (zadržavanje povremenih bujičnih voda), CS (crpna stanica) Lusnić i sustav kanala i ustava. CS Lusnić ima funkciju prebacivanja vode iz retencije Čaprazlije u centralni dio dovodnog sustava HE Orlovac.

## Opis postrojenja
Ulazna brana je duljine 15,5 m, smještena je na kraju kanala Čaprazlije-Lusnić. Ulaznom građevinom se voda usmjerava na crpne agregate u strojarnici. Zgrada strojarnice je riješena kao armiranobetonska okvirna konstrukcija s kranskim stazama. Dimenzije strojarnice su 7 x 21 m, a visina 8 m. U samoj strojarnici smještena su tri crpna agregata, mosna dizalica, drenažni uređaji i ostala elektro i hidromehanička oprema. Glavne crpke su propelerne, vertikalne izvedbe s instaliranim protokom Qi=8 m3/s. Glavni pogonski elektromotor je trofazni asinkroni, vertikalne izvedbe, snage 630 kW. Crpke su opremljene ulaznim zvonom promjera 2375 mm, te tlačnim priključcima s tlačnim cjevovodima. Izljevni bazen je armiranobetonska konstrukcija dimenzionirana za disipaciju energije.
Od zahvata vode za HE Orlovac, koji se nalazi u bazenu Lipa, voda najprije ide kroz dovodni tlačni tunel duljine 12,1 km, prokopan kroz masiv Kamešnice. Na kraju dovodnog tunela smještena je vodna komora s vertikalnim oknom, na koje se u donjem dijelu nadovezuju dvije horizontalne komore, svaka duljine 60 m. Voda se, potom, čeličnim tlačnim cjevovodom duljine 1577 m (položen na otvorenome), dovodi na Francisove turbine u strojarnici HE Orlovac.
Strojarnica je na otvorenome i u njoj su smještene 3 proizvodne jedinice vertikalne izvedbe, s Francisovim turbinama, instaliranog protoka 23,3 m3/s svaka, te 3 sinkrona generatora, svaki snage 79 MW. Kratkim betonskim kanalom vode se odvode do rijeke Rude, koja nakon kratkoga toka utječe u Cetinu. U neposrednoj blizini strojarnice je rasklopno postrojenje (220 kV).

## Umjetno jezero Buško blato
Buško blato ima vrlo velike gubitke procjeđivanja iz akumulacije iz umjetnog jezera, koje je jedno od većih umjetnih jezera u Europi. Izvršena je i djelomična sanacija korita, koja nije donijela bitnija poboljšanja u smislu smanjenja gubitaka procjeđivanja, a s obzirom na vrlo velike troškove daljnjih zabrtvljivanja i nepouzdane procjene efekata istih, za očekivati je da će i u daljnjem korištenju jezera gubici biti veliki. Uzrok velikih gubitaka procjeđivanja je struktura tla na kojoj leži jezero, a radi se o izrazito krškom području s velikim brojem ponora, a sama akumulacija ima veliku površinu (57 milijuna m2) s obzirom na obujam (800 milijuna m3). Hidrološkim istraživanjima je ustanovljena krivulja gubitaka u ovisnosti o razini vode u akumulaciji, što je pokazalo kolika je mala iskoristivost, pogotovo pri većim razinama akumulacije.
Umjetno jezero Buško blato dio je hidroenergetskog sustava Orlovac kojeg još čine kompenzacijski bazen Lipa i HE Orlovac kao glavni objekti, te nekoliko manjih umjetnih jezera, te sustav kanala za privođenje voda iz okolnih polja. Bazen Lipa i umjetno jezero Buško blato povezani su reverzibilnim kanalom koji omogućava prebacivanje vode u oba smjera, gravitacijski ili crpnom stanicom Buško blato u slučaju veće razlike kota.
Voda se u HE Orlovac dozira iz kompenzacijskog bazena Lipa, te se dalje iskorištava u nizvodnim elektranama koje su dio šireg hidroenergetskog sustava rijeke Cetine. HE Orlovac je derivacijska hidroelektrana s instaliranom snagom od 237 MW, a radi gotovo uvijek kao čista vršna hidroelektrana, s prosječnim godišnjim faktorom angažiranja oko 18 %.